# 彭曉彤 (籃球運動員)
彭曉彤（1998年2月19日—）為臺灣女子籃球運動員，現效力於中国女子篮球联赛河南女篮。
彭曉彤出身苗栗三義，客家人，就讀建中國小三年級加入女籃隊，之後就讀礁溪國中與淡水商工，高一奪得HBL新人后，高三抱走助攻后、抄截后、冠軍賽MVP頭銜，大學進入中國文化大學，就讀一年後在2017年夏天休學，準備赴美打球，但在奶奶生病後彭曉彤毅然放棄旅外夢想回到三義陪伴奶奶，2017年11月加入台元女籃，之後以19歲之齡登上WSBL舞臺，隔年重考進入世新大學。

## 外部連結
- 彭曉彤在fiba.basketball（英语）
- 彭曉彤在archive.fiba.com（存檔）（英语）
- 彭曉彤在fiba3x3.com（英语）
- 彭曉彤在Eurobasket.com（球員）（英语）